# گولدداست (تنسی)
گولدداست (به انگلیسی: Golddust) یک منطقهٔ مسکونی در ایالات متحده آمریکا است که در شهرستان لاودردیل، تنسی واقع شده‌است. گولدداست ۷۵٫۲۹ متر بالاتر از سطح دریا واقع شده‌است.